# 車いすラグビー日本選手権大会
車いすラグビー日本選手権大会は、車いすラグビー日本国内クラブチーム8チームが参加する全国大会。11月から2月までのいずれかの日程で日本車いすラグビー連盟（JWRF）が毎年主催する。車いすラグビーへの志向意欲を高め、喜怒哀楽を共有し、パラスポーツの認知を促すことで、インクルーシブ社会の形成を目的とする。

## 大会概要
2024年12月（第26回大会）のもの。
- 日時：2024年12月20日(金)～22日(日)
- 会場：横浜武道館（神奈川県横浜市中区）
- 観戦：入場無料
- ライブ配信：日本車いすラグビー連盟公式YouTubeチャンネル
- 主催：日本車いすラグビー連盟
- 後援：横浜市、日本パラスポーツ協会日本パラリンピック委員会、日本ラグビーフットボール協会
- 参加要件：第26回車いすラグビー日本選手権予選大会を勝ち抜いた8チーム。
- 競技規則：JWRF競技会規則、クラブチーム・選手・スタッフ等登録規程、WWR International Rules for. the Sport of Wheelchair Rugby 2023(February 2023)に基づく。

## 出場チーム
2024年12月（第26回大会）
- BLITZ（東京）
- Freedom（高知）
- TOHOKU STORMERS（東北）
- Fukuoka DANDELION（福岡）
- AXE（埼玉）
- RIZE CHIBA（千葉）
- Okinawa Hurricanes（沖縄）
- WAVES（大阪）初出場

## 歴史
- 1999年（平成11年）11月：第1回ウィルチェアーラグビー日本選手権大会を開催[3]。
- 2018年（平成30年）12月：第20回ウィルチェアーラグビー日本選手権記念大会を開催[3]。
- 2019年（令和1年）4月1日：日本での競技名を「ウィルチェアーラグビー」から「車いすラグビー」へ変更[4]。これにより、パラリンピック競技の日本語名称が「車いすテニス」「車いすバスケットボール」「車いすフェンシング」と共に統一される。日本ウィルチェアーラグビー連盟は、日本車いすラグビー連盟に改称[5]。
- 2019年（令和1年）12月：第21回車いすラグビー日本選手権大会を開催[6]。
- 2020年度（令和2年度）・2021年度（令和3年度）：新型コロナウイルス感染症の流行のため、第22回・第23回とも中止になる[7]。
- 2023年（令和5年）1月：第24回車いすラグビー日本選手権大会を開催。約3年ぶり[7]。Freedom（高知）が初優勝。
- 2024年（令和6年）7月～9月：12月の第26回日本選手権大会に向け、予選大会を2会場（兵庫、新潟）で各5チームのトーナメント形式で開催、上位8チームが決勝大会（神奈川県横浜市）に進む[2][8][9][10]。WAVES（大阪）が初出場[2]。

## 勝戦
各大会の決勝戦の結果。
| 回 | 年月日         | 優勝                                     | 得点                                     | 準優勝                                   | 決勝戦の会場                                                                          | 特記事項                                                  | 出典          |
| -- | -------------- | ---------------------------------------- | ---------------------------------------- | ---------------------------------------- | ------------------------------------------------------------------------------------- | --------------------------------------------------------- | ------------- |
| 10 | 2008年12月21日 | BLITZ （東京）【4回目】                  | 43-40                                    | 横濱義塾 （神奈川）                      | 千葉ポートアリーナ（千葉県千葉市中央区）                                              |                                                           | [ 11 ]        |
| 11 | 2009年12月20日 | BLITZ （東京）【5回目】                  | 60-47                                    | Okinawa Hurricanes （沖縄）              | 千葉ポートアリーナ                                                                    |                                                           | [ 12 ]        |
| 12 | 2010年12月12日 | Okinawa Hurricanes （沖縄）【初】        |                                          |                                          | 千葉ポートアリーナ                                                                    | 第1回国際交流大会として韓国1チームを加え、9チームが参加。 | [ 13 ]        |
| 13 | 2011年12月11日 | Okinawa Hurricanes （沖縄）【2回目】     | 52-43                                    | SUPER SONIC（宮城）                      | 千葉ポートアリーナ                                                                    | 第2回国際交流大会として韓国1チームを加え、9チームが参加。 | [ 14 ] [ 15 ] |
| 14 | 2012年12月16日 | BLITZ （東京）【6回目】                  | 65-49                                    | Okinawa Hurricanes （沖縄）              | 千葉ポートアリーナ                                                                    |                                                           | [ 16 ]        |
| 15 | 2014年1月19日  | BLITZ （東京）【7回目】                  | 64-49                                    | AXE （埼玉）                             | 千葉ポートアリーナ                                                                    |                                                           | [ 17 ]        |
| 16 | 2014年12月21日 | 北海道 Big Dippers （北海道）【初】      | 56-44                                    | BLITZ （東京）                           | 千葉ポートアリーナ                                                                    |                                                           | [ 18 ] [ 19 ] |
| 17 | 2015年12月20日 | BLITZ （東京）【8回目】                  | 56-55                                    | 北海道 Big Dippers （北海道）            | 千葉ポートアリーナ                                                                    |                                                           | [ 20 ] [ 21 ] |
| 18 | 2016年12月18日 | Okinawa Hurricanes （沖縄）【3回目】     | 50-39                                    | AXE （埼玉）                             | 高知県立障害者センター/北海道教育大学岩見沢校/障害者スポーツ文化センター 横浜ラポール |                                                           | [ 22 ] [ 23 ] |
| 19 | 2017年12月17日 | Okinawa Hurricanes （沖縄）【4回目】     | 64-53                                    | BLITZ （東京）                           | 千葉ポートアリーナ（千葉県千葉市中央区）                                              |                                                           | [ 24 ]        |
| 20 | 2018年12月20日 | Okinawa Hurricanes （沖縄）【5回目】     | 48-47                                    | Freedom （高知）                         | 千葉ポートアリーナ                                                                    | 第20回記念大会                                            | [ 26 ] [ 27 ] |
| 21 | 2019年12月22日 | TOKYO SUNS （東京）【初】                | 52-44                                    | Freedom （高知）                         | 千葉ポートアリーナ                                                                    | TOKYO SUNSは初出場、予選大会から負け無しで完全優勝        | [ 28 ] [ 29 ] |
| 22 | 2021年         | 新型コロナウイルス感染症の流行のため中止 | 新型コロナウイルス感染症の流行のため中止 | 新型コロナウイルス感染症の流行のため中止 | 新型コロナウイルス感染症の流行のため中止                                              | 新型コロナウイルス感染症の流行のため中止                  |               |
| 23 | 2022年         | 新型コロナウイルス感染症の流行のため中止 | 新型コロナウイルス感染症の流行のため中止 | 新型コロナウイルス感染症の流行のため中止 | 新型コロナウイルス感染症の流行のため中止                                              | 新型コロナウイルス感染症の流行のため中止                  |               |
| 24 | 2023年1月22日  | Freedom （高知）【初】                   | 51-45                                    | TOHOKU STORMERS （福島）                 | 千葉ポートアリーナ（千葉県千葉市中央区）                                              |                                                           | [ 30 ] [ 31 ] |
| 25 | 2024年1月14日  | BLITZ （東京）【9回目】                  | 55-46                                    | TOHOKU STORMERS （福島）                 | 千葉ポートアリーナ                                                                    |                                                           | [ 32 ]        |
| 26 | 2024年12月22日 | BLITZ （東京）【10回目】                 | 55-42                                    | Freedom （高知）                         | 横浜武道館（神奈川県横浜市中区）                                                      | WAVES（大阪）初出場                                       | [ 33 ]        |

## 中継
- ライブ配信：日本車いすラグビー連盟公式 YouTubeチャンネル

## スポンサー
2024年12月（第26回大会）のもの。
- トップパートナー：三井不動産、三菱商事
- オフィシャルパートナー：日興アセットマネジメント、商船三井、ショーワグローブ、日本軽金属ホールディングス、ゴールドウイン、アソビュー、日本航空
- 協力：オイシックス・ラ・大地、大塚製薬、フロンティア、モルテン、西尾レントオール

### 参照
1. ↑  “「第25回車いすラグビー日本選手権大会」開催のお知らせ”.   日本車いすラグビー連盟. 2024年1月15日閲覧。
2. 1 2 3 4  “第26回車いすラグビー日本選手権 予選兵庫大会 - JWRF 一般社団法人 日本車いすラグビー連盟”. JWRF 一般社団法人 日本車いすラグビー連盟 - 一般社団法人 日本車いすラグビー連盟の公式サイトです。国内大会や国際大会の試合結果や最新情報などをご紹介します。 (2024年3月6日). 2024年9月21日閲覧。
3. 1 2  “車いすラグビーの歴史 - JWRF 一般社団法人 日本車いすラグビー連盟”. JWRF 一般社団法人 日本車いすラグビー連盟 - 一般社団法人 日本車いすラグビー連盟の公式サイトです。国内大会や国際大会の試合結果や最新情報などをご紹介します。 (2022年2月1日). 2023年10月24日閲覧。
4. ↑  千葉市. “パラスポの魅力伝え隊 だからパラスポーツはおもしろい！（車いすラグビー（ウィルチェアーラグビー））”. 千葉市. 2024年9月23日閲覧。
5. ↑  “Facebook”. www.facebook.com. 2024年9月23日閲覧。
6. ↑  千葉市. “第21回車いすラグビー日本選手権大会”. 千葉市. 2024年1月12日閲覧。
7. 1 2  “【車いすラグビー日本選手権】高知のFreedomが初優勝！ - ラグビーリパブリック” (2023年1月25日). 2023年10月24日閲覧。
8. ↑  “第26回車いすラグビー日本選手権 予選新潟大会 - JWRF 一般社団法人 日本車いすラグビー連盟”. JWRF 一般社団法人 日本車いすラグビー連盟 - 一般社団法人 日本車いすラグビー連盟の公式サイトです。国内大会や国際大会の試合結果や最新情報などをご紹介します。 (2024年3月6日). 2024年9月21日閲覧。
9. ↑  “第26回車いすラグビー日本選手権 予選プレーオフ - JWRF 一般社団法人 日本車いすラグビー連盟”. JWRF 一般社団法人 日本車いすラグビー連盟 - 一般社団法人 日本車いすラグビー連盟の公式サイトです。国内大会や国際大会の試合結果や最新情報などをご紹介します。 (2024年3月6日). 2024年9月21日閲覧。
10. ↑  “第26回 車いすラグビー日本選手権大会 - JWRF 一般社団法人 日本車いすラグビー連盟”. JWRF 一般社団法人 日本車いすラグビー連盟 - 一般社団法人 日本車いすラグビー連盟の公式サイトです。国内大会や国際大会の試合結果や最新情報などをご紹介します。 (2024年3月6日). 2024年9月21日閲覧。
11. ↑  “日本選手権でBLITZが優勝、大会4連覇を達成”.   MA SPORTS. 2024年1月15日閲覧。
12. ↑  “BLITZが日本選手権で前人未到の5連覇を達成！”.   MA SPORTS. 2024年1月15日閲覧。
13. ↑  “「第12回ウィルチェアーラグビー日本選手権大会　第1回国際交流大会」大会概要”.   JRFU. 2024年1月15日閲覧。
14. ↑  “事業報告｜テレビ朝日福祉文化事業団”. www.tv-asahi.co.jp. 2024年1月15日閲覧。
15. ↑  “BLITZが日本選手権で前人未到の5連覇を達成！”.   MA SPORTS. 2024年1月15日閲覧。
16. ↑  “第13回ウィルチェアーラグビー日本選手権大会、沖縄が２連覇”.   MA SPORTSF. 2024年1月15日閲覧。
17. ↑  “第15回 日本選手権大会”.   JWRF. 2024年1月15日閲覧。
18. ↑  “第16回 日本選手権大会”.   JWRF. 2024年1月15日閲覧。
19. ↑  “北海道Big Dippers、王者を破って初の日本一”.   MA SPORTS. 2024年1月15日閲覧。
20. ↑  “第17回 日本選手権大会”.   JWRF. 2024年1月15日閲覧。
21. ↑  Parasapo 3, Author. “[第17回ウィルチェアーラグビー日本選手権大会埼玉のBLITZが北海道を1点差で下し、2年ぶりの日本一!]”. パラサポWEB. 2024年1月15日閲覧。
22. ↑  “沖縄、5年ぶり3回目の大会制覇｜ウィルチェアーラグビー日本選手権大会”. Glitters 障害者スポーツ専門ニュースメディア. 2024年1月15日閲覧。
23. ↑  “Okinawa Hurricanes（沖縄ハリケーンズ） | 社会福祉法人　沖縄県共同募金会”. www.okishakyo.or.jp. 2024年1月15日閲覧。
24. ↑  Parasapo. “第19回ウィルチェアーラグビー日本選手権、Okinawa Hurricanesが2連覇”. パラサポWEB. 2024年1月15日閲覧。
25. ↑  Parasapo. “ウィルチェアーラグビー観戦がもっと面白くなる5つのルール｜パラサポWEB”. パラサポWEB. 2024年1月15日閲覧。
26. ↑  “第20回 日本選手権大会”.   JWRF. 2024年1月15日閲覧。
27. ↑  A, TEAM. “ウィルチェアーラグビー日本一決定戦で沖縄が3連覇！｜パラサポWEB”. パラサポWEB. 2024年1月15日閲覧。
28. ↑  “三井不動産 第21回車いすラグビー日本選手権大会 | TOKYO障スポ・ナビ | 障害者スポーツ・パラスポーツ専門ポータルサイト”. tokyo-shospo-navi.info. 2024年1月15日閲覧。
29. ↑  “新チームTOKYO SUNS初優勝に見る、車いすラグビー界の地殻変動 ～第21回車いすラグビー日本選手権大会～”. Paraphoto. 2024年1月15日閲覧。
30. ↑  “【車いすラグビー日本選手権】高知のFreedomが初優勝！ - ラグビーリパブリック” (2023年1月25日). 2024年1月15日閲覧。
31. ↑  “池透暢 率いるFreedomが悲願の初優勝｜第24回車いすラグビー日本選手権大会”. Glitters 障害者スポーツ専門ニュースメディア. 2024年1月15日閲覧。
32. ↑  日本放送協会 (2024年1月14日). “車いすラグビー日本選手権 東京のBLITZ 9回目の優勝 | NHK”. NHKニュース. 2024年1月15日閲覧。
33. ↑  INC, SANKEI DIGITAL (2024年12月22日). “ブリッツが2連覇 車いすラグビー日本選手権”. サンスポ. 2024年12月22日閲覧。
34. ↑  “「第26回 車いすラグビー日本選手権大会」開催のお知らせ - JWRF 一般社団法人 日本車いすラグビー連盟”. JWRF 一般社団法人 日本車いすラグビー連盟 - 一般社団法人 日本車いすラグビー連盟の公式サイトです。国内大会や国際大会の試合結果や最新情報などをご紹介します。 (2024年12月6日). 2024年12月22日閲覧。